# Лобко, София Андреевна
Со́фия Андре́евна Ло́бко (1919 год, деревня Кухчицы — 15 сентября 1993 год) — звеньевая колхоза «Советская Белоруссия» Несвижского района Минской области, Белорусская ССР. Герой Социалистического Труда (1966).

## Биография
Родилась в 1919 году в крестьянской семье в деревне Кухчицы (сегодня — Клецкий район Барановичской области). С раннего детства занималась батрачеством у польских землевладельцев. В 30-е годы одной из первой вступила в новый колхоз. После войны трудилась полеводом в звене по выращиванию льна-долгунца в совхозе «Советская Белоруссия» Несвижского района. В 1965 году была назначена звеньевой льноводческого звена в этом же совхозе.
Звено под руководством Софии Лобко ежегодно перевыполняла план по выращиванию и сбору волокна льна. Показатели звена составляли в среднем по 6 — 7 центнеров семян и 9 — 10 центнеров волокна льна. Указом Президиума Верховного Совета СССР от 30 апреля 1966 года была удостоена звания Героя Социалистического Труда с вручением ордена Ленина и золотой медали «Серп и Молот».
Неоднократно участвовала во Всесоюзной выставке ВДНХ в Москве.
В 1979 году вышла на пенсию. Скончалась в 1993 году.

## Награды
- Герой Социалистического Труда — указом Президиума Верховного Совета СССР от 30 апреля 1966 года
- Орден Ленина